# Carlos Alejaldre Losilla
Carlos Alejaldre Losilla (Zaragoza, 17 de mayo de 1952) es un científico español especializado en física de plasmas aplicada a la fusión nuclear como fuente de energía.

## Trayectoria
Alejaldre es licenciado en Ciencias Físicas por la Universidad de Zaragoza. Realizó su doctorado en el Instituto Politécnico de la Universidad de Nueva York, donde permaneció como profesor hasta su vuelta a España en 1986. Fue responsable técnico de la candidatura española para alojar el proyecto internacional de fusión ITER (International Thermonuclear Experimental Reactor) en Vandellós (Tarragona) durante el periodo 2001-2003.

### Actividad Profesional
- Director Laboratorio Nacional de Fusión, CIEMAT (1992-2004).[4]
- Director general de Política Tecnológica, Ministerio de Educación y Ciencia (2004-2006).
- Director general Adjunto, Proyecto Internacional ITER (2006-2015).[5]
- Director Ejecutivo de la Comisión para la Implementación de IFMIF-DONES en España (2016-2022).
- Miembro del Consejo Científico del “Joint European Torus”, JET (1996-2000).
- Presidente del “Science and Technology Advisory Committee” del Programa de Fusión Europeo (1999-2006).
- Miembro del “Max-Planck Institute for Plasma Physics  (“Fachbeirat”) Advisory Board” (2002-2008).
- Miembro del “United Kingdom Engineering and Research Council Fusion Advisory Board” (2004-2012).
- Vicepresidente del “European Strategic Forum for Research Infrastructures” (2006).
- Presidente de la Comisión Asesora de Infraestructuras Científicas y Tecnológicas Singulares, Secretaría de Estado de Investigación Desarrollo e Innovación (2016-2018).
- Director general CIEMAT (2018-2022)[6]
- Científico emérito CIEMAT (2022-)
- Chairman Fusion for Energy (F4E) Governing Board (2022-)[7]

## Reconocimientos
- Encomienda de la Orden de Isabel la Católica (2003).
- Encomienda con Placa de la Orden de Alfonso X el Sabio (2007).
- Premio Investigación “Carlos Sanchez del Río” de la Sociedad Nuclear Española (2016)